# Good Form
«Good Form» — песня американской рэперши Ники Минаж, записанная для её четвёртого студийного альбома Queen. Ремикс на песню при участии американского рэпера Лил Уэйна выпущен в качестве 4 сингла с альбома 29 ноября 2018 года на лейблах Young Money Entertainment и Cash Money Records. Сингл смог достичь 60 позиции чарта Billboard Hot 100.

## Предпосылки
В марте 2018 года вышла реклама Mercedes-Benz с участием Минаж, саундтреком к которой послужила инструментальная часть «Good Form». С выходом альбома Queen, песня стала очень популярна среди фанатов рэперши. Несмотря на любовь фанатов, песня получила в основном смешанные отзывы критиков.

## Ремикс

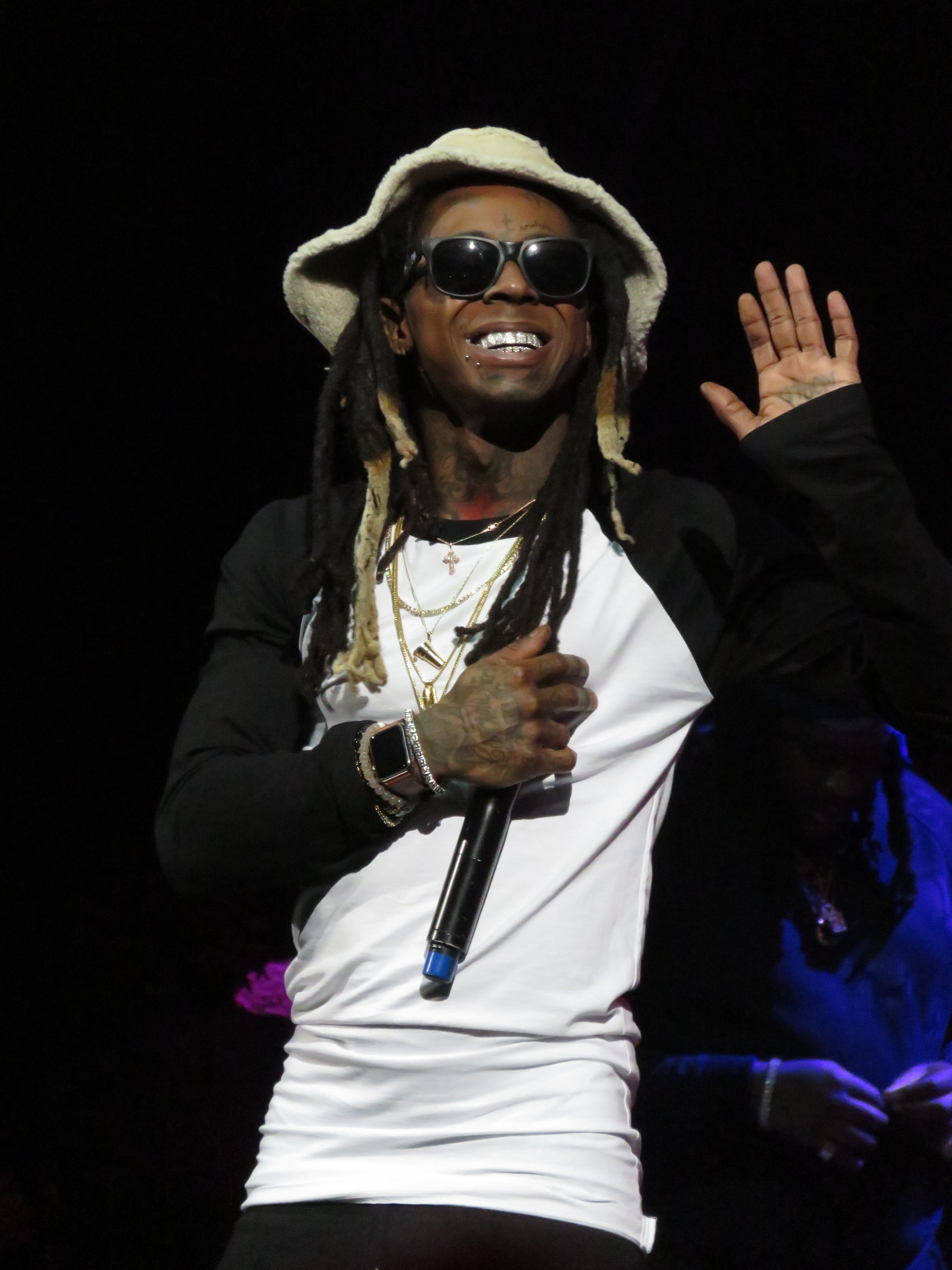
Рэпер Лил Уэйн принял участие в записи ремикса.

16 октября 2018 года должна была состояться премьера сингла «Majesty», уже четвёртого с альбома Queen однако сингл был отменён. Из-за большой популярности трека «Good Form» среди фанатов певицы, Ники приняла решение выпустить песню в качестве сингла 13 ноября 2018 года, выход снова был отменён. Через свои социальные сети Ники анонсировала выход ремикса на песню при участии американского рэпера Лил Уэйна. 29 ноября 2018 года состоялась премьера ремикс-синла вместе с видеоклипом. Одновременно с ремиксом вышло цифровое делюкс-издание альбома Queen, куда вошёл ремикс в качестве единственного бонус-трека.

## Видеоклип
Премьера клипа на ремикс состоялась 29 ноября 2018 года, одновременно с выходом песни в качестве сингла . Клип набрал более 190 миллионов просмотров на YouTube. Ролик получился довольно привычным для Минаж: эффектные образы, роскошные декорации, танцы (особенно много здесь тверка) и женщины с формами. Режиссёром видео стал Колин Тилли, снимавший для рэперши клипы «Anaconda» и «Freedom». В клипе снялись такие звёзды, как рэпер Tyga и несколько известных моделей  Клип является самым просматриваемым клипом выпущенным с альбома Queen, не считая видео на сингл «FEFE», который вошёл на альбом бонус-треком и не является синглом с альбома.

## Живые выступления
Ники исполнила песню на MTV Europe Music Awards 2018 и Peple choice awards 2018 Песня также была добавлена в сет-лист тура The Nicki Wrld tour.

## Коммерческий успех
Сингл смог достичь 60 позиции чарта Billboard Hot 100. В данном чарте сингл имеет самую низкую позицию среди всех синглов с альбома Queen, включая промосингл «Rich Sex». Сингл также вошёл в чарты Канады и Новой Зеландии.

## Чарты и сертификации
Оригинал
| Чарт (2018)                                   | Позиция |
| --------------------------------------------- | ------- |
| Ireland (IRMA)                                | 96      |
| US Bubbling Under Hot 100 Singles (Billboard) | 9       |

Ремикс
| Чарт (2018–19)                        | Позиция |
| ------------------------------------- | ------- |
| Канада (Billboard Canadian Hot 100)   | 46      |
| New Zealand Hot Singles (RMNZ)        | 28      |
| США (Billboard Hot 100)               | 60      |
| США (Billboard Hot R&B/Hip-Hop Songs) | 29      |
| США (Billboard Rhythmic)              | 23      |